# 馬爾他騎士團
耶路撒冷、羅得島和馬爾他聖若翰主權軍事醫院騎士團（義大利語：Sovrano Militare Ordine Ospedaliero di San Giovanni di Gerusalemme di Rodi e di Malta），简称馬爾他騎士團，是一个天主教的軍事修會，屬於特殊主权实体，总部位于意大利罗马。前身爲成立于第一次十字军东征之后的一個軍事組織——「医院骑士团」，為三大騎士團之一，成立的最初目的为保护本笃会在以色列耶路撒冷的医护设施。该组织全称中的“圣若翰”得名于圣若翰洗者。该组织拥有两幢享有治外法權建築：羅馬孔多蒂街68號，一幢佔地0.012平方公里的大廈馬爾他宮，以及羅馬古城郊區阿文提诺山上的馬爾他部。馬爾他宮與馬爾他部占地面積極小，亦可視作其特殊領土。

## 歷史
馬耳他騎士團舊稱醫院騎士團，前身是1048年在耶路撒冷成立阿馬爾菲醫院，其目的是為前往聖地朝聖的窮人與病人提供幫助及醫療服務。1099年第一次十字軍東征期間，騎士團佔領耶路撒冷，成為天主教的軍事修會。但在之後陸續喪失天主教聖地，而移至羅得島，之後再遷往馬爾他，但還是保持其主權獨立地位。該地當時是西班牙駐西西里島總督的行政中心。縱使最後騎士團遭拿破崙逐出馬爾他島並解散，但又于1834年以主權實体的地位恢复運作，被冠以“耶路撒冷、羅得島和馬爾他聖若翰主權軍事醫院騎士團”（简称为“馬爾他主權军事騎士團（SMOM）”或馬耳他騎士團）的新名称。

## 名称、旗幟和徽章
馬爾他騎士團是受國際法所接受的主權獨立天主教修道會，並於1994年8月24日成為聯合國大會觀察員，但其主權地位受到一些學者的爭論。馬爾他騎士團是中古世紀醫院騎士團的主要傳承者，而現在則是以宗教慈善醫療組織的形式在運作。
耶路撒冷、羅得島和馬爾他聖若望主權軍事醫院騎士團是正式名称，但較常稱為馬爾他騎士團。馬爾他騎士團在世界各地有許多修道院及分會，但也有部份與騎士團本身無任何關係，包括一些使用馬爾他騎士團當組織名的詐騙集團。
組織旗幟分為國家旗及代表旗。國旗是紅色長方形內有一白色十字，又叫做聖若翰旗。根據約瑟·波賽（Giuseppe Bosio）所撰寫的騎士團史一書中紀錄，1130年教宗諾森二世頒布教令，參與戰爭的宗教組織均需佩有白色十字的紅色盾牌，教宗亞歷山大四世後來下令1259名獲准參戰的騎士穿上擁有白色十字的紅披風，自此之後白色十字漸成為騎士團的正式符號。現在該旗幟飛揚在位於羅馬的主權獨立機關頂端，且用於大教長或政務議會成員的官方會議上。代表旗用於修道院正副院長、六十四個國際分會及一百多個駐外機構，還有在世界各地的醫院、醫學中心及門診部、救護組織、基金會和特殊聯合單位。圖案是八角十字配紅色底，第一次使用八角十字圖案是用於第廿五任大教長維拉瑞特時發行的硬幣上。

馬爾他騎士團騎士徽章

教會徽章分為騎士徽章和代表徽章，第七十八任大教長有個人專屬徽章。正式騎士徽章圖案是八角十字位於紅色橢圓形內部，周圍被玫瑰念珠圖騰包圍，最外圍是皇家布幔及頂端有個皇冠。該徽章用於修道院正副院長、國際分會及駐外代表機構。另一個徽章是用於遍佈世界各地的醫護人員及人道援助工作者，圖案是一個白色八角十字位於紅色盾型內。

## 政治

馬爾他騎士團代表徽章

馬爾他騎士團代表徽章

馬爾他騎士團，因其特殊歷史原因、無受控制領土和慈善及宗教性質，不被看作一般主權國家，而為一種受國際法承認之特殊政治實體，被賦予司法獨立的地位及發行自己的護照、郵票、貨幣、公共建築等權力。《耶路撒冷、羅得島和馬爾他聖若翰主權軍事醫院騎士團大憲章》由《馬爾他騎士團憲章》及《馬爾他騎士團法規》所組成，現行憲法是1997年修改過的版本。

### 首长
- 馬爾他騎士團親王與大教長（The Prince and Grand Master）：由國務委員會選舉出，終身職。大教長必需奉獻自己投入組織事務，並且是全體成員對宗教虔誠信仰的表率，與政務會議同為行政中樞。大教長的行政權限並不包括公佈騎士團憲章、政府令、醫療事務及向教宗報告騎士需求、選舉政務議員、締結國際條約及召開大議會。與騎士團有建立外交關係的國家均承認大教長為騎士團最高領袖，其頭銜是由宗座所贈與的，且天主教會賦予其樞機地位。現任大教長為邓拉普（英语：John T. Dunlap）。
- 事務大臣（The Grand Commander）：職責為傳播信念、監督管理各教區之騎士與女爵及向教宗報告騎士團事務，同時也管理總部馬爾他宮周圍之禮拜堂和朝聖事務，也簽署公文和大教長之無法律效力文件。
- 外務大臣（The Grand Chancellor）：職掌內政及外交，負責對外一切事務及他國或第三團體與政府溝通的中間人。
- 醫務大臣（The Grand Hospitaller）：職掌衛生、社會、人道援助及國際合作事務，是各地修道院、國際分會及其他組織負責人道援助的最高指揮官，並確保天主教受到尊重。
- 財務大臣（The Receiver of the Common Treasure）：職掌財政與預算事務，負責組織與各地分會合作之開銷並監督審計部。財務大臣需向審計部和大教長做經濟、財政和預算報告，並將訊息傳給政務會議，同時也監督組織財產收納、宴請支出及捐獻收入，大教長的禮物也由財務大臣管理，另外騎士團之郵政、居住、科技事務、馬爾他宮和其他財產建築也由財務大臣督導。

### 行政
其政府係由以下機關所組成：
- 國務委員會（Council Complete of State）：主要是選舉大教長或大教長代理人，根據憲章第二十三條表示，選舉係不記名投票，獲過半票數者即當選。擁有投票權的成員為大教長代理人或過渡期大教長、政務議員、主教、修道院長、法警及兩名代表小型修道院的騎士和十五名國際分會的代表。
- 大議會（General Chapter）：主要是每五年召開選舉政務議員、政策委員及審計員，負責修改及討論憲章及法規和一些重要性議題如宗教地位、人道醫療計畫及對外關係事務。大議會係由各修道院正副院長及各國際分會代表組成。
- 政務會議（Sovereign Council）：是騎士團的行政中樞，由大教長、事務大臣、外務大臣、醫務大臣及財務大臣和由大議會選出之六名成員共11人組成。政務會議由大教長召開，每年最少六次或有特別要求亦需開會。
- 政府委员会（Government Council）：只是政務議會的建議委員會，提供政治、宗教、醫療合作及外交事務的方案，主席亦為大教長，每年最少召開兩次會議。委員會由六個經大議會於不同地域選出的騎士組成。
- 審計部（Board of Auditors）：負責監督及查核組織收入、支出及財產，由部長、四名常任委員及兩名非常委員組成，由大議會選出合法且富有專業經濟及財政背景的騎士組成。審計部同時也是財務大臣的建議委員會。
- 傳播部（Communications Board）：監督組織內部及外部之傳播活動，並協助外務大臣之發展宣傳事務，由部長及六名由組織選出在傳播、管理、公共關係和媒體事務等領域有專業能力的委員。

### 立法

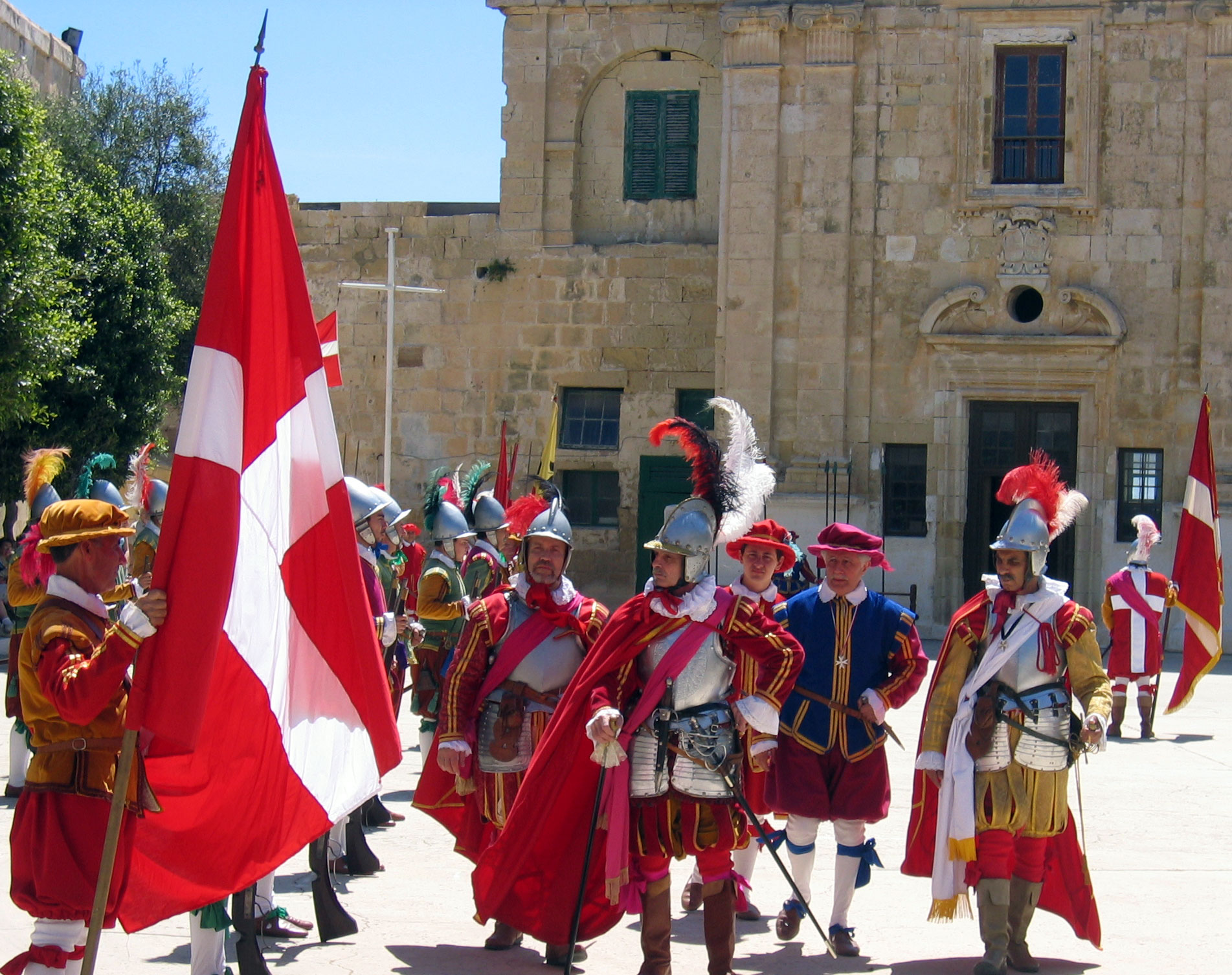
2005年紀念医院骑士团的古裝遊行

- 法務辦公室（The Office of Advocate General）：是根據法規成立的合法協調機關，由獨立且熟悉組織事務的專業法學家及學者組織，成員為法務長和兩名辦事員，三者均由大教長指派並經政務議會同意任命，每三年選舉一次。每當組織碰到特別複雜法律事務或必要案件時均需向該辦公室尋求協助。

### 司法
- 司法委員會（Juridical Council）：負責提供大教長有關司法方面之專業知識，也是政務會議的司法諮詢機構。由正副主席、秘書長和四名委員組成，其成員均由政務會議向大教長推薦任命，被推薦的騎士在憲章、國際法及教規方面都有專業學問。
- 獨立法院（Magistral Courts）：由院長、法官及陪審團所組成，其人選由大教長指派且經政務議會同意任命，審判常規依照教廷之規定，若國際法及憲章未提及之要求，獨立法院通常也是國際糾紛的仲裁機關。

## 外交

與馬爾他騎士團有外交關係國家

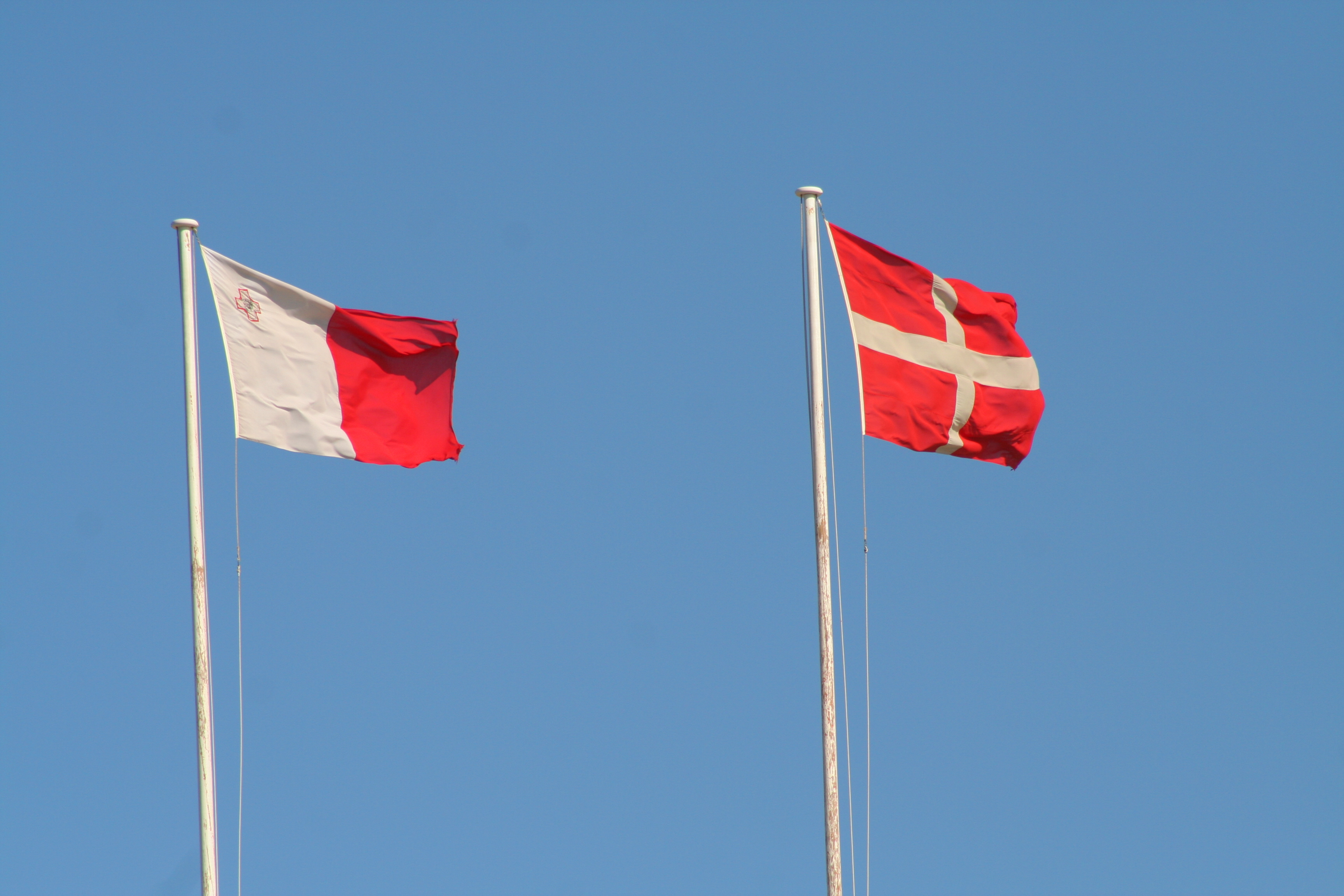
位於马耳他比爾古聖安吉洛堡，马耳他国旗和马耳他骑士团团旗共同飘扬

馬爾他騎士團因其極為特殊歷史，現在也處於非常態的情況。一般來說會將馬爾他騎士團視為主權實體而非主權國家。騎士團位於羅馬，擁有兩幢享有治外法權建築。其一為總部馬爾他宮，是大教長官邸及團部政府行政中心。一為馬爾他部，主管者為羅馬修道院院長，該部是馬爾他騎士團外交部，也是馬爾他骑士团驻意大利大使館兼馬爾他騎士團駐聖座大使館。
自1798年失去馬爾他島後，馬爾他騎士團就一直沒有屬於自己的領土。聯合國並未將其分類為正式會員國家，而是將其視為長期受邀之政治實體。而國際電信聯盟有將準司法獨立實體，如聯合國及巴勒斯坦排進国际呼号系列划分表，但是馬爾他騎士團卻沒有，最後國際電信聯盟將其畫出國家分類，並給予非官方性的無線電台呼號1A0。
雖然大部份的學者均接受國際法對馬爾他騎士團主權獨立地位的解釋，而馬爾他騎士團也享有派駐特命全權大使之權利，但在德國國際法學專家溫格勒博士所著的《國際法》（Völkerrecht，1964年由Springer出版，1530頁）一書中指出，拒絕馬爾他騎士團派遣的大使等於是承認其為主權國家地位。
馬爾他騎士團在外交事務上，主要透過目前分布在全球一百多個國家的合法機構推動人道救援和義工工作。在國際政治範圍裏，騎士團持中立、公正及非政治化的態度參與相關事務，也因此騎士團能在受一國請求調停爭議時，扮演好調停者的角色。近年來騎士團在外交領域呈穩定成長狀態，目前在一百多個國家設有大使館及分會。
馬爾他騎士團和中華民國並無建立正式外交關係但有所互動，双方在多國均提供人道救援計畫，雖然無邦交，但高層有互訪。

## 军事

马耳他骑士团军队标志

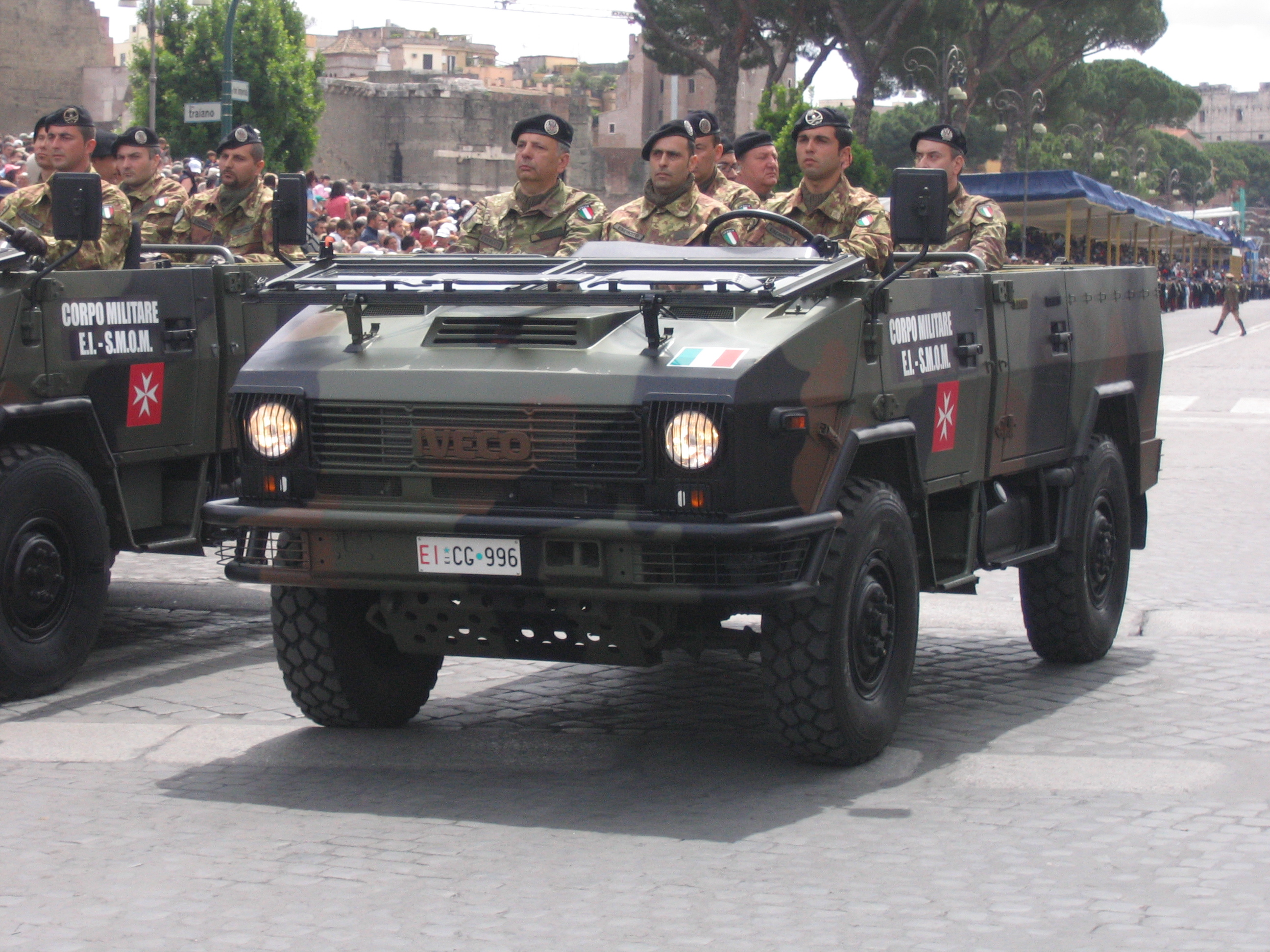
2007年意大利共和國日，马耳他骑士团军队在罗马的阅兵式

医院骑士团的角色使得马耳他骑士团在十字军东征时代结束后得以生存，并保留其军事头衔和传统。
1876年3月26日，马耳他骑士团的军队改组为现代军事单位，为意大利军队提供医疗支持。1909年4月9日，该军团正式成为意大利军队的特别辅助志愿军团，身穿意大利军队制服。
当前，无论是在战时还是和平时期，马耳他骑士团军队均与意大利军队一起履行医疗或辅助医疗军事职能，以及骑士团的礼仪职能，例如在葬礼前和葬礼期间在骑士团高级军官的灵柩周围站岗。

### 空军

马耳他骑士团空军圆标

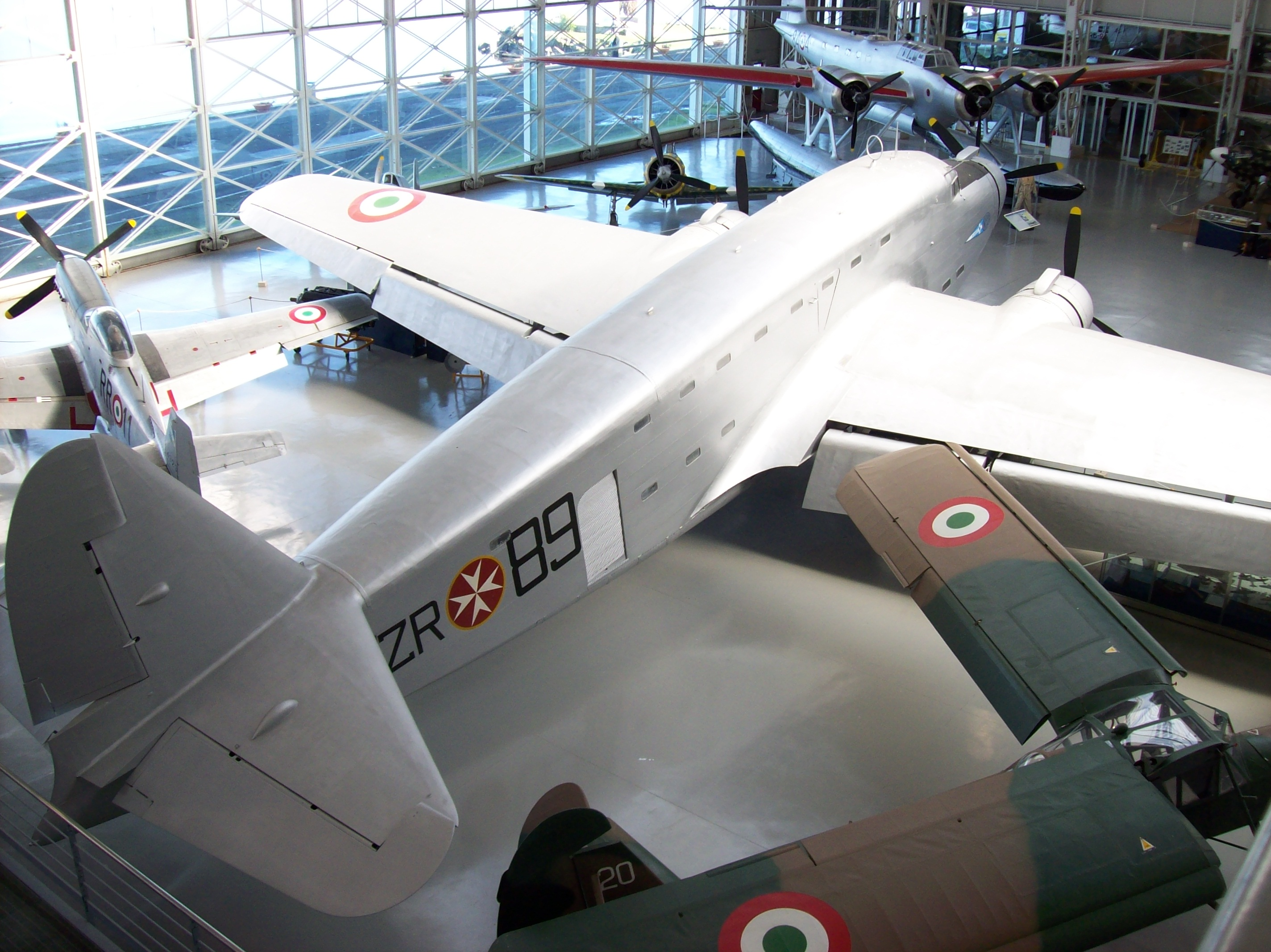
意大利空军博物馆保存的马耳他骑士团空军SIAI-Marchetti SM.82运输机

1947年，二战后的和平条约禁止意大利保有轰炸机，并且只能保有数量有限的运输机，意大利空军选择将其部分可以改装用于执行轰炸任务的SIAI-Marchetti SM.82远程运输机转让给马耳他骑士团，等待确定其确切地位。这些飞机由临时为骑士团飞行的意大利空军人员操作，机身带有骑士团的圆形标志，机翼上带有意大利标志，主要用于意大利空军的标准训练和运输任务，但也用于马耳他骑士团的一些人道主义任务，例如将生病的朝圣者运送到卢尔德圣殿。1950年代初，当盟军当局放松和平条约的限制时，这些飞机又回到了意大利空军的控制之下。转移到马耳他骑士团的其中一架飞机仍保留着骑士团空军圆标，现保存于意大利空军博物馆。

## 外部連結
- 馬爾他騎士團官方網站 （页面存档备份，存于）
- 官方網站新聞稿 （页面存档备份，存于）
- Palazzo Malta （页面存档备份，存于）